# آيت يعزم 1 (آيت يعزم)
آيت يعزم 1 هي إحدى مشيخات المملكة المغربية، تتبع جغرافيا لإقليم الحاجب وإداريًا لآيت يعزم. يقدر عدد سكانها بـ 7099 نسمة حسب الإحصاء الرسمي للسكان والسكنى لسنة 2004.